# Formule Tag
Pour les articles homonymes, voir Enza et Daedalus.
Ne pas confondre avec Doha 2006 mis à l'eau en 2000
Formule Tag est un catamaran de course au large construit en 1983, qui a participé à de nombreuses courses à la voile. À partir de 2015, il est transformé en navire expérimental propulsé par éoliennes et l'hydrogène produit à bord ; il est rebaptisé Energy Observer pour ce nouvel usage.

## Histoire

### Voilier de course au large
Formule Tag a été construit au Québec en 1983 sous la supervision du skipper canadien Mike Birch en vue de la Transat Québec-Saint-Malo. Le formule TAG fut dessiné par l'architecte anglais Nigel Irens, et les travaux ont été coordonnés par la firme d'architectes Huot et Dupuis. C'est le catamaran le plus grand de l'époque avec ses 80 pieds. Il participe à de nombreuses courses et a notamment établi un nouveau record de distance à la voile en 24 heures en 1984.
En 1993, Formule Tag est acheté par Robin Knox-Johnston et Peter Blake et rebaptisé Enza New Zealand (Enza étant l'acronyme de Eat New Zealand Apples). Les deux skippers s'élancent une première fois le 30 janvier 1993 pour tenter d'obtenir le Trophée Jules-Verne. Leur tentative échoue lorsqu'ils heurtent un objet flottant au sud du Cap (Afrique du Sud). Le catamaran entre alors en chantier et est rallongé de près de 3 mètres et voit l'ajout d'une cellule de vie centrale.  En 1994, les deux skippers réitèrent leur tentative de record et deviennent alors les détenteurs du Trophée Jules Verne en 74 jours 22 heures 17 minutes et 22 secondes.
En 1997, la navigatrice anglaise Tracy Edwards rassemble un équipage entièrement féminin et acquiert le catamaran alors rebaptisé Royal & SunAlliance. À son bord elle bat le record féminin de l'océan Atlantique Nord en 9 jours 11 heures 21 minutes et 55 secondes. Elle s'élance alors pour un tour du monde mais démâte après 43 jours de mer.
En 2000, le catamaran est acheté par Tony Bullimore et est allongé à sa longueur actuelle de 102 pieds et reçoit un nouveau mât-aile. Sous le nom Team Legato, il participe à The Race qu'il termine cinquième et dernier.
En 2005, rebaptisé Daedalus, le bateau participe à l'Oryx Quest qu'il finit deuxième et dernier. Lors de cette course, Tony Bullimore établit le record de l'océan Atlantique Sud en 11 jours 10 heures 22 minutes et 13 secondes.
En 2006, Tony Bullimore rebaptise le catamaran Doha (à ne pas confondre avec Doha 2006 (ex-Club Med)) et tente de battre le record de circumnavigation. Il doit abandonner sa tentative pour problèmes mécaniques.
En 2009, il est rebaptisé Spirit of Antigua, toujours skippé par Tony Bullimore. À la suite d'un chavirage en octobre 2010, il est laissé en jachère plusieurs années.

### Navire expérimentalEnergy Observer
À partir de 2015, repris et profondément modifié par Victorien Erussard, il est transformé en navire expérimental, passe de 15 à 35 tonnes, et est propulsé par éoliennes et l'hydrogène produit à bord. Il est rebaptisé Energy Observer lors de sa remise à l'eau pour ce nouvel usage,.

## Dimensions
- Mise à l’eau : 1983
- Longueur : 30,50 m
- Largeur : 12,80 m
- Hauteur de mât : 33 m
- Surface de grand voile : 214 m2
- Surface du solent : 127 m2
- Surface du gennaker : 320 m2
- Tirant d’eau : 3 m
- Poids : 14,5 tonnes
- Architectes : Nigel Irens, Adrian Thomson (pour les modifications apportées en 2000)
- Chantier de construction : Canadair

## Palmarès

### Sous le nomFormule Tag
- 1984 : 5e de la transat Québec-Saint-Malo
- 1984 : record de distance à la voile en 24 heures en équipage avec 512,5 milles parcourus (record battu en 1987 par Philippe Poupon sur Fleury Michon VIII)[4]
- 1984 : 3e de la route de la découverte
- 1985 : 1er de Monaco-New-York
- 1986 : 2e de la Twostar

### Sous le nomEnza New Zealand
- 1994 : record du tour du monde à la voile lors du Trophée Jules-Verne  en 74 jours 22 heures 17 minutes et 22 secondes[5] (record battu en 1997 par Olivier de Kersauson sur Sport-Elec)

### Sous le nomRoyal & SunAlliance
- 1997 : record de la traversée de la Manche en 6 heures 49 minutes et 19 secondes[6]
- 1998 : record féminin de la traversée de l'Atlantique Nord en 9 jours 11 heures 21 minutes et 55 secondes[6]

### Sous le nomTeam Legato
- 2001 : 5e position de The Race

### Sous le nomDaedalus
- 2005 : record de l'océan Atlantique Sud en équipage en 11 jours 10 heures 22 minutes et 13 secondes[7]
- 2005 : 2e position de l'Oryx Quest